# Трамвайное депо имени Шевченко
Трамвайное депо имени Шевченко (сокращенно ДШ) — одно из депо правобережного трамвая Киева, которое обслуживает линию Правобережного скоростного трамвая (маршруты № 1, 2, 3). Депо открыто примерно в 1906 году. Адрес: просп. Академика Королева,7 50°24′52″ с. ш. 30°24′36″ в. д..

## Маршруты
|  |  |

|  |  |

|  |

|  |

|  |

|  |

|  |

|  |

|  |

|  |

|  |

|  |

|  |

|  |

|  |

|  |

|  |

|  |

|  |

|  |

|  |

|  |

|  |

|  |

|  |

|  |

|  |

|  |

|  |

|  |

|  |

|  |

|  |

|  |

|  |

|  |

|  |

|  |

|  |

|  |

|  |

|  |

|  |

|  |

|  |

|  |

|  |

|  |

|  |

|  |

|  |

|  |

|  |

|  |

|  |

|  |

|  |

|  |

|  |

|  |

|  |

|  |

|  |

|  |

|  |

|  |

|  |

|  |

|  |

|  |

|  |

|  |

|  |

|  |

|  |

|  |

|  |

|  |

|  |

|  |

|  |

|  |

|  |

|  |

|  |

|  |

|  |

|  |

|  |

|  |

|  |

|  |

|  |

|  |

|  |

|  |

|  |

|  |

|  |

|  |

|  |

|  |

|  |

|  |

|  |

|  |

|  |

|  |

|  |

|  |

|  |

|  |

|  |

|  |

|  |

|  |

|  |

|  |

|  |

|  |

|  |

|  |

|  |

|  |

|  |

|  |

|  |

|  |

|  |

|  |

|  |

|  |

|  |

|  |

|  |

|  |

|  |

|  |

|  |

|  |

|  |

|  |

|  |

|  |

|  |

|  |

|  |

|  |

|  |

|  |

|  |

|  |

|  |

|  |

|  |

|  |

|  |

|  |

|  |

|  |

|  |

|  |

## История

### История до открытия Скоростного трамвая

#### Маршруты от1 января1900 года
- 1904 год Начало эксплуатации трамваев модели Двухосный моторный MAN (Бортовой номер: Л-01. Вагон-лаборатория).
- 1906 год Начало эксплуатации трамваев модели Двухосный моторный вагон.
- 1908 год Начало эксплуатации трамваев модели Sanok SW-1 (Бортовой номер: 105).
- 30 июня 1909 года открыта Караваевская линия по ул. Караваевской (сейчас — ул. Толстого) от ул. Владимирской до угла ул. Жилянской (маршрут № 8).

#### Маршруты от1 января1910 года
- 1910 год открыты маршруты № 4 Львовская «Крещатицкая (Думская) площадь (сейчас — площадь. Независимости) — Лукьяновка (пересечение ул. Герцена и ул. Якира)» и № 10 Владимирская Первая «Михайловская площадь — ул. Большая Васильковская (пересечение ул. Димитрова и Красноамейской)»
- 1913 год начало эксплуатации трамваев модели КТВ-57

#### Маршруты от1 января1920 года
- 1928 год начало эксплуатации трамваев модели Вагон Киевского типа серии «900» (2M)

#### Маршруты от1 января1930 года
- 1930 год начало эксплуатации трамваев модели Прицепной вагон 200-серии
- 1930 год начало эксплуатации трамваев моделей М и Х

#### Маршруты от1 января1940 года
- 1940 год открыт маршрут № 16: «площадь Сталина — Красная площадь» по Владимирскому спуску
- 1944 год восстановлен маршрут № 4: «площадь Богдана Хмельницкого — Львовская площадь — Лукьяновская площадь».
- 30 апреля 1945 года введена линия «ул. Димитрова — ул. Боженко — ул. Гринченко — Пивзавод», восстановлен маршрут № 10: «Вокзал — Пивзавод».
- 25 июня 1946 года введена линия «Красная площадь — Почтовая площадь — площадь Сталина», восстановлен маршрут № 16.
- 7 ноября 1946 года введена линия «Пивзавод — Сталинка (Голосеевская площ.)», продлён маршрут № 10.
- 1947 год открыт маршрут № 23: «Станкозавод — Святошино».
- 1947 год начало эксплуатации трамваев моделей КТМ-1 и КТП-1

#### Маршруты от1 января1950 года
- 13 января 1951 года введена новая линия «ул. Мечникова — Кловский спуск — Крепостной пер.», а 19 мая 1951 года пущен маршрут: № 30: «Вокзал — Суворовское училище (Печерский мост)».
- 1951 год начало эксплуатации трамваев модели МТВ-82.
- 1951 год начало эксплуатации трамваев модели КТП-55.
- 1951 год конец эксплуатации трамваев модели Прицепной вагон 200-серии.
- 30 июня 1959 года маршрут № 4 укорочен от площади Богдана Хмельницкого до Львовской площади по маршруту «Львовская площадь — ул. Воровского — Завод „Укркабель“ (Лукьяновка)»
- 13 августа 1959 год закрыто движение «ул. Воровского — ул. Саксаганского — ул. Коминтерна» (перенесена того же числа на ул. Жилянскую), изменено движение на этом участке маршрута № 23.
- 1 октября 1959 год закрыто движение на участке «площадь Богдана Хмельницкого — ул. Владимирская — Университет (ул. Л. Толстого)», закрыт маршрут № 1: «площадь Богдана Хмельницкого — Университет». Изменен маршрут № 8 от площади Богадана Хмельницкого до Университета.

#### Маршруты от1 января1960 года
- 1962 год конец эксплуатации трамваев моделей М и Х
- 1 апреля 1962 года закрыта линия «площадь Ленинского Комсомола — Печерск», закрыт маршрут Красная площадь — площадь Сталина — Печерский мост (Суворовское училище).
- 3 апреля 1962 года пущен укороченный маршрут № 16: «площадь Ленинского Комсомола — Красная площадь».
- 22 апреля 1962 года пущен новый маршрут № 3: «Бессарабка (Дворец Спорта) — Набережное шоссе — площадь Фрунзе».
- 10 августа 1964 года закрыто движение «ул. Жилянская — ул. Урицкого — площадь Урицкого» и маршрута № 8 (сразу некоторое время работал по маршруту «Университет — ул. Саксаганского») в связи с капитальным ремонтом и достройкой 2-х путей по этому участку (открыт 15 января 1967 года).
- 1966 год конец эксплуатации трамваев моделей КТМ-1 и КТП-1
- 15 января 1967 года открыта после реконструкции и расширения линия «ул. Жилянская — ул. Урицкого — площадь Урицкого», восстановлен маршрут № 8: «Университет — площадь Урицкого».
- 1 июня 1967 года введена новая линия «площадь Урицкого — Зализничный массив», продлён маршрут № 8 «Университет — Зализничный массив».

#### Маршруты от1 января1970 года
- 1 августа 1970 года на вокзал стал заезжать маршрут № 23: «Дворец Спорта — Святошино».
- 1 декабря 1970 года заезд маршрута № 23 на вокзал ликвидирован.
- 7 декабря 1970 года перенесено движение на участке «ул. Резницкая — Суворовское училише» на ул. Кутузова в связи с ремонтом дороги, изменено движение маршрута № 30 (без изменения конечных).
- 2 октября  1972 года произошёл перенос трамвайных путей с улицы Жданова на улицу Братскую на Подоле (в связи со строительством метро), изменено движение трамваев маршрута № 16.
- 1972 год начало эксплуатации трамваев модели Tatra T3SU.
- 11 апреля  1977 года закрыто движение трамваев по Владимирскому спуску, закрыт маршрут № 16: «Красная площадь — площадь Ленинского Комсомола».
- 1 ноября  1977 год перенесено движение на ул. Кутузова в Печерске, перенесен маршрут № 30 (без изменения конечных).
- 2 сентября 1978 год закрыто движение трамвая по проспекту Победы от начала до станции метро «завод „Большевик“», закрыт маршрут № 23: «Дворец Спорта — Святошино».

#### Маршруты от1 января1980 года
- 11 апреля 1980 год закрыто движение «Московская площадь — Голосеевская площадь», укорочены маршруты № 9 и № 10.
- В 1983 году пущен маршрут № 8к: «Дворец Спорта — Зализничный массив».
- 1988 год конец эксплуатации трамваев модели КТП-55
- 27 мая 1985 год в связи с закрытием маршрута № 30 и предстоящим закрытием № 8 маршрут № 8к переименован в маршрут № 5: «Дворец спорта — Зализничный массив».
- 1988 год Конец эксплуатации трамваев модели Вагон Киевского типа серии «900» (2M)
- 1988 год Начало эксплуатации трамваев модели Tatra T6B5SU.

#### Маршруты от1 января1990 года
- 1 июля  1996 год закрыт маршрут № 9: «Контрактовая площадь — Московская площадь».
- 15 июля  1997 год маршрут № 10 стал работать на три конечные «ул. Старовокзальная — Дворец Спорта — Московская площадь».
- 10 ноября  1997 год перенесено движение трамваев с улицы Шота Руставели на улицу Эспланадную, изменен маршрут № 10.

#### Маршруты от1 января2000 года
- 21 мая 2001 года в связи с предстоящим демонтажем линий в районе Дворца Спорта и Лыбедской площади закрыт маршрут № 10: «Вокзал — Московская площадь». Тогда же депо перестало обслуживать все нескоростные маршруты

### История скоростного трамвая

#### Маршруты от1 января1975 года
- 1 февраля 1975 года введена новая линия «просп. Победы — Редукторный завод» по ул. Борщаговской (сейчас — участок скоростного трамвая), пущен маршрут № 3: «Вокзал — Редукторный завод».
- 1 января 1977 года введена новая линия «Редукторный завод — Медгородок (бульв. Ивана Лепсе)», маршрут № 3 продлён от Редукторного завода до Большой Окружной ул. («Вокзал — Кольцевая дорога»).
- 1 сентября 1977 года закрыто разворотное движение трамвая на площади Победы в связи с открытием скоростного трамвая. Длина трамвайных путей достигла 285,1 км — максимального значения за всю историю киевского трамвая. Маршрут № 3 — единственный скоростной маршрут — стал короче на 1 остановку: «площадь Победы — Кольцевая дорога».

#### Маршруты от1 января1980 года
- 28 декабря 1984 года введена новая линия от улицы семьи Сосниных до Михайловской Борщаговки (ул. Булгакова), продлён маршрут № 1: «ул. Булгакова — Дворец спорта».

#### Маршруты на1 января1990 года
- 10 ноября 1997 года перенесено движение трамваев с улицы Шота Руставели на улицу Эспланадную, изменен маршрут № 1.

#### Маршруты на1 января2000 года
- 1 июня 2001 года закрыт маршрут № 1 «ул. Симиренко (Михайловская Борщаговка) — Дворец Спорта».
- 2004 год начало эксплуатации трамваев модели KT3UA.
- 1 сентября 2005 года депо имени Шевченко переехало на новую территорию на Южной Борщаговке, введена линия к депо по ул. Булгакова.
- 29 октября 2006 года маршрут № 1к переименован в маршрут № 1.
- 27 июня (по другим данным, 9 июня) 2007 года закрыто движение «станция „Гната Юры“ — станция „Кольцевая дорога“» на реконструкцию, закрыт маршрут № 3.
- 1 августа 2007 года закрыто движение «станция „площадь Победы“ — станция „ул. Старовокзальная“» на реконструкцию, в связи с чем маршрут № 1 переименован в № 1к и укорочен до площади Победы.
- 2008 год начало эксплуатации трамваев модели К1.
- 8 апреля 2008 года открыт участок «станция „Гната Юры“ — станция „Кольцевая дорога“» после реконструкции, а также закрытие участка «станция „площадь Победы“ — станция „Воздухофлотская“» на реконструкцию. Маршрут № 1к укорочен до станции «Политехнической» с разворотом на временном разворотном кольце вблизи станции «Воздухофлотская», пущен маршрут № 3 «станция „Кольцевая дорога“ — станция „Политехническая“».
- 12 октября 2008 года открыт съезд с бульвара Ивана Лепсе на просп. Космонавта Комарова вместо. Работа маршрутов № 1 и 3 организована по улицам Дегтяревская и Дмитриевская. конечные не изменялись.
- 12 июня 2009 года закрыт временный съезд с бульвара Лепсе на проспект Комарова, а также участок скоростного трамвая «станция „Ивана Лепсе“ — станция „Гната Юры“». Работа депо имени Шевченко, а также маршрутов № 1 и № 3 временно прекращена.
- 8 апреля 2009 год начало эксплуатации трамваев модели 71-154М.

#### Маршруты на1 января2010 года

Реклама скоростного трамвая

- 2010 год начало эксплуатации трамваев модели К1М8.
- 16 октября 2010 года — запущена первая очередь скоростного трамвая после реконструкции. Открыто 6 станций, а также маршруты:
  - № 1: Михайловская Борщаговка — Станция «ул. Старовокзальная»;
  - № 2: Михайловская Борщаговка — Станция «Кольцевая дорога»;
  - № 3: Станция «Кольцевая дорога» — Станция «ул. Старовокзальная».
- 2012 год начало эксплуатации трамваев модели T3UA-3, К-1М и Богдан TR843.
- 2012 год конец эксплуатации трамваев модели T3UA-3. Трамваи переданы в Дарницкое трамвайное депо.
- 2015 год конец эксплуатации трамваев модели Богдан TR843. Единственный вагон (бортовой номер — 701) передан в Дарницкое трамвайное депо.
- 2015 год начало эксплуатации трамваев модели Electron T5B64.
- 2016 год начало эксплуатации трамваев модели PESA 71-414К.
- 2018 год конец эксплуатации трамваев модели Tatra T6B6SU.
- Со второй половины 2010-х годов начата реконструкция линии на участке «Михайловская Борщаговка — станция „Гната Юры“», в связи с чем временно закрыт маршрут № 2, взамен пущен временный автобусный маршрут № 2т «Михайловская Борщаговка — Кольцевая дорога».

#### Маршруты на1 января2020 года
- 23 марта 2020 года в связи с пандемией COVID-19 приостановлена работа всех маршрутов, за исключением маршрута № 1. Проезд в этом маршруте осуществляется только для отдельных категорий граждан и при наличии спецпропусков, документов, удостоверяющих личность и средств индивидуальной защиты.
- 23 мая 2020 года возобновлена работа всех маршрутов в обычном режиме.

## Снос депо
Депо снесли в 2005—2006 годы для строительства жилого дома. Но стройка дома так и не началась, так как котлован стройки затопило осенью 2008 года. Сейчас об этом напоминает пустырь и небольшое озеро на месте котлована.

## Данные маршрутов
| № | Протяжность в обороте | В одну сторону | Кол-во остановок в обороте | Время проезда | Примечания             |
| - | --------------------- | -------------- | -------------------------- | ------------- | ---------------------- |
| 1 | 24,3 км               | 12,15 км       | 34                         | 38 мин        | временый автобус 1т    |
| 2 | 10,47 км              | 5,2 км         | 18                         | 17 мин        |                        |
| 3 | 20 км                 | 10 км          | 24                         | 27 мин        | временый автобус 3т,1т |

## Подвижной состав
На сегодняшний день подвижной состав депо насчитывает 136 вагонов из которых на линию выходит 88 вагонов. На сегодняшний день большая часть выпуска составляет из новых вагонов 2016—2018 годов выпуска.
- Tatra T3:
  - Tatra T3SU;
  - Tatra T3SUCS;
- К1:
  - К1;
  - К-1М;
  - К-1М8;
- KT3UA;
- K3R-NNP «Каштан»;
- 71-154М-К;
- Electron T5B64;
- PESA 71-414К.

Ранее эксплуатировались:
- 2М;
- 2П;
- Sanok SW1;
- Двухосный моторный MAN;
- Двухосный моторный вагон;
- Двухосный моторный Николаевского завода;
- КТМ-1;
- КТП-1;
- КТП-55;
- М;
- Х;
- T3UA-3 «Каштан»;
- Tatra T3G;
- Tatra T6B5SU;
- Богдан TR843.